# Anchon decoratum
Anchon decoratum är en insektsart som beskrevs av William Lucas Distant. Anchon decoratum ingår i släktet Anchon och familjen hornstritar. Inga underarter finns listade i Catalogue of Life.